# Die with a Smile
Die with a Smile è un singolo dei cantautori statunitensi Lady Gaga e Bruno Mars, pubblicato il 16 agosto 2024 come primo estratto dall'ottavo album in studio di Lady Gaga Mayhem.
È divenuto un successo commerciale globalmente, raggiungendo la prima posizione in oltre venti mercati (tra cui la Billboard Hot 100 statunitense), ed è stato acclamato dalla critica specializzata. È stato candidato ai Grammy Awards 2025 come canzone dell'anno e miglior interpretazione pop di un duo o un gruppo, vincendo quest'ultimo riconoscimento.

## Antefatti e pubblicazione
Bruno Mars e Lady Gaga si esibirono per la prima volta assieme in occasione del Victoria's Secret Fashion Show il 30 novembre 2016.
Nel giugno 2024, Mars ha confessato che gli piacerebbe collaborare con Lady Gaga per una canzone o cantare con lei al suo residency show di Las Vegas.
In un annuncio alla stampa Lady Gaga ha riferito del rispetto mutuale fra lei e Mars e delle trattative per una collaborazione. Il 13 agosto successivo Gaga ha condiviso un video in cui suona alcuni accordi della canzone al pianoforte indossando una maglietta con il volto di Mars. Il giorno seguente, Mars ha postato una foto con indosso una maglietta con il volto di Gaga. Die with a Smile  è stata annunciata ufficialmente il 15 agosto 2024. Inizialmente concepita come un duetto a sorpresa che non era previsto nel nuovo progetto discografico della cantante, è stato successivamente confermato dalla stessa che sarebbe stato incluso nel settimo album di studio, rendendolo ufficialmente il primo estratto della sua nuova era musicale.

## Descrizione
Il brano, scritto dagli stessi artisti con Andrew Watt, Dernst Emile II e James Fauntleroy, fonde sonorità pop e soft rock, con richiami al soul. Lady Gaga ha raccontato il processo di scrittura e composizione del brano in un comunicato all'Hollywood Reporter:

## Video musicale
Il video, diretto dallo stesso Mars e Daniel Ramos, è stato reso disponibile in concomitanza del lancio del singolo attraverso il canale YouTube della cantante.

## Tracce
Testi e musiche di Bruno Mars, Lady Gaga, Dernst "D'Mile" Emile, James Fauntleroy e Andrew Watt.
CD, download digitale, streaming
1. Die with a Smile – 4:11

7"
- Lato A

1. Die with a Smile – 4:11

- Lato B

1. Die with a Smile (Instrumental) – 4:11

## Formazione
Hanno partecipato alle registrazioni, secondo le note di copertina:
- Lady Gaga – voce, produzione
- Bruno Mars – voce, produzione
- Dernst "D'Mile" Emile – produzione
- Andrew Watt – produzione
- Charles Moniz – ingegneria del suono
- Paul Lamalfa – ingegneria del suono
- Marco Sonzini – ingegneria del suono aggiuntiva
- Alex Resoagli – assistenza all'ingegneria del suono
- Tyler Harris – assistenza all'ingegneria del suono
- Șerban Ghenea – missaggio
- Bryce Bordone – assistenza al missaggio
- Randy Merrill – mastering

## Successo commerciale
Die with a Smile ha infranto il primato del brano col maggior numero di giorni trascorsi in cima alla classifica generale di Spotify, superando Dance Monkey (120) di Tones and I e guidandola per almeno 200 giorni. Il 20 novembre 2024 è diventata inoltre la canzone più veloce a raggiungere il miliardo di ascolti sulla stessa piattaforma e l'unica a farlo in meno di 100 giorni, completando l'impresa in 96 giorni. È risultata la 14ª hit più venduta dell'anno globalmente secondo l'International Federation of the Phonographic Industry con 1,08 miliardi di stream.
Nel Regno Unito Die with a Smile ha esordito alla settima posizione della Official Singles Chart, divenendo il quindicesimo brano di Gaga e l'undicesimo di Mars a esordire tra le prime dieci posizioni della classifica. In Australia il brano ha esordito alla decima posizione della ARIA Singles Charts, facendo ottenere e Gaga la quindicesima e a Mars il diciassettesimo piazzamento tra le prime dieci posizioni. Il brano ha esordito unicamente in Nuova Zelanda alla prima posizione delle Official Aotearoa Music Charts.
Negli Stati Uniti, nella pubblicazione dell'11 gennaio 2025, Die with a Smile raggiunge la prima posizione della Billboard Hot 100, diventando la sesta numero uno nella carriera di Lady Gaga e la nona per Bruno Mars.

## Classifiche

### Classifiche settimanali
| Classifica (2024-25) | Posizione massima |
| -------------------- | ----------------- |
| Arabia Saudita       | 1                 |
| Argentina            | 10                |
| Australia            | 2                 |
| Austria              | 2                 |
| Belgio (Fiandre)     | 1                 |
| Belgio (Vallonia)    | 2                 |
| Bielorussia          | 67                |
| Bolivia              | 3                 |
| Brasile              | 4                 |
| Bulgaria             | 4                 |
| Canada               | 1                 |
| Cile                 | 6                 |
| Colombia             | 25                |
| Corea del Sud        | 15                |
| Costa Rica           | 13                |
| Croazia              | 20                |
| Danimarca            | 4                 |
| Ecuador              | 9                 |
| Egitto               | 16                |
| Emirati Arabi Uniti  | 1                 |
| Estonia              | 1                 |
| Filippine            | 1                 |
| Finlandia            | 12                |
| Francia              | 7                 |
| Germania             | 4                 |
| Giamaica             | 9                 |
| Grecia               | 1                 |
| Hong Kong            | 2                 |
| India                | 1                 |
| Indonesia            | 1                 |
| Irlanda              | 3                 |
| Islanda              | 1                 |
| Israele              | 6                 |
| Italia               | 16                |
| Kazakistan           | 28                |
| Lettonia             | 3                 |
| Libano               | 1                 |
| Lituania             | 2                 |
| Lussemburgo          | 1                 |
| Malaysia             | 1                 |
| Medio Oriente        | 1                 |
| Messico              | 21                |
| Moldavia             | 14                |
| Nordafrica           | 10                |
| Norvegia             | 1                 |
| Nuova Zelanda        | 1                 |
| Paesi Bassi          | 1                 |
| Panama               | 9                 |
| Perù                 | 2                 |
| Polonia              | 3                 |
| Portogallo           | 1                 |
| Regno Unito          | 2                 |
| Repubblica Ceca      | 5                 |
| Romania              | 3                 |
| Russia               | 44                |
| Singapore            | 1                 |
| Slovacchia           | 3                 |
| Spagna               | 22                |
| Stati Uniti          | 1                 |
| Sudafrica            | 1                 |
| Svezia               | 2                 |
| Svizzera             | 1                 |
| Taiwan               | 4                 |
| Thailandia           | 4                 |
| Turchia              | 24                |
| Ucraina              | 22                |
| Ungheria             | 7                 |
| Vietnam              | 5                 |

### Classifiche di fine anno
| Classifica (2024) | Posizione |
| ----------------- | --------- |
| Australia         | 31        |
| Austria           | 40        |
| Belgio (Fiandre)  | 40        |
| Belgio (Vallonia) | 53        |
| Brasile           | 50        |
| Canada            | 57        |
| Danimarca         | 47        |
| Estonia           | 38        |
| Filippine         | 12        |
| Francia           | 66        |
| Germania          | 71        |
| India             | 12        |
| Islanda           | 13        |
| Malaysia          | 1         |
| Nuova Zelanda     | 22        |
| Paesi Bassi       | 24        |
| Polonia           | 66        |
| Portogallo        | 13        |
| Regno Unito       | 37        |
| Stati Uniti       | 62        |
| Svezia            | 74        |
| Svizzera          | 34        |

## Riconoscimenti
- American Music Awards[97]
  - 2025 – Collaborazione dell'anno
  - 2025 – Video musicale preferito
  - 2025 – Candidatura alla canzone dell'anno
  - 2025 – Candidatura alla canzone pop preferita

- Fonogram Awards
  - 2025 – Candidatura all'album o registrazione internazionale dell'anno – pop/rock classico (assieme a Harlequin)[98]

- Grammy Awards[27]
  - 2025 – Candidatura alla canzone dell'anno
  - 2025 – Miglior interpretazione pop di un duo o un gruppo

- iHeartRadio Music Awards[99]
  - 2025 – Miglior collaborazione
  - 2025 – Candidatura al miglior video musicale

- Kids' Choice Awards[100]
  - 2025 – Candidatura alla miglior collaborazione

- MTV Video Music Awards[101]
  - 2025 – Candidatura al video dell'anno
  - 2025 – Candidatura alla canzone dell'anno
  - 2025 – Candidatura alla miglior collaborazione
  - 2025 – Candidatura al miglior video pop